# Ferras
Ferras Alqaisi (Illinois, Estados Unidos; 2 de junio de 1982) (pronunciado Fer-AHSS) es un músico y cantautor  estadounidense.

## Discografía

### Álbumes y EP
| Información de álbum                                         |
| ------------------------------------------------------------ |
| Aliens & Rainbows - Fecha de lanzamiento: 1 de abril de 2008 |

| Información de EP                                                     |
| --------------------------------------------------------------------- |
| Interim - The Time Between - Fecha de lanzamiento: 2 de julio de 2010 |
| Ferras - Fecha de lanzamiento: 17 de junio de 2014                    |

### Sencillos
| Año  | Título                                                                       | Álbum                      |
| ---- | ---------------------------------------------------------------------------- | -------------------------- |
| 2008 | "Hollywood's Not America" - Producido y dirigido por The Matrix y Gary Clark | Aliens & Rainbows          |
| 2008 | "Liberation Day"                                                             | Aliens & Rainbows          |
| 2008 | "Rush" - Producido por The Matrix y Gary Clark                               | Aliens & Rainbows          |
| 2010 | "Wall Around My Heart"                                                       | Interim - The Time Between |
| 2014 | "Speak in Tongues"                                                           | Ferras (EP autotitulado)   |